# Унгуріу
Унгуріу (рум. Unguriu) — село у повіті Бузеу в Румунії. Адміністративний центр комуни Унгуріу.
Село розташоване на відстані 102 км на північний схід від Бухареста, 21 км на північний захід від Бузеу, 111 км на захід від Галаца, 89 км на південний схід від Брашова.

## Населення
За даними перепису населення 2002 року у селі проживали 2440 осіб, з них 2438 осіб (99,9%) румунів. Рідною мовою 2439 осіб (> 99,9%) назвали румунську.